# Hardenack Otto Conrad Zinck
Hardenack Otto Conrad Zinck (Husum, 2 de juliol de 1746 – Copenhaguen, 15 de febrer de 1832) fou un compositor germano-danès.
Amb cinc anys, el jove Otto va cantar pel rei Frederic V de Dinamarca i abans de complir els 12 el seu pare li havia ensenyat a tocar el violí, la flauta i el piano. Fins als 19 anys va assistir a l'escola llatina d'Husum, després va viatjar a Hamburg i al voltant dels 21-22 anys cantava en el cor de l'església. Va estudiar música, i va cantar sota la direcció de Carl Philipp Emanuel Bach director musical que es va convertir en el seu ídol. Fou mestre concertador en el Teatre Reial de Copenhaguen i notable compositor.
Figurant entre les seves obres publicades diverses sonates per a piano i per a piano i violí i diversos quaderns de cançons amb acompanyament de piano.